# ЛГБТ култура
ЛГБТ култура е тази култура, която се споделя от гейовете, лесбийките, бисексуалните и транссексуалните.
Най-видими характеристики на гей културата са гей флагът, гей парадите, жаргонът, гей клубовете, уебсайтовете, филмите, в някои случаи и литературата на ЛГБТ тематика, както и т.нар. гей икони.
В някои градове, особено в Северна Америка, са се обособили квартали с голям дял представители на ЛГБТ общността. Такива ЛГБТ общности организират специални събития, с които отбелязват своята култура.